# Leucogaster candidus
Leucogaster candidus är en svampart som först beskrevs av Harkn., och fick sitt nu gällande namn av Fogel 1979. Leucogaster candidus ingår i släktet Leucogaster och familjen Albatrellaceae.   Inga underarter finns listade i Catalogue of Life.